# Линдквист, Вик
Виктор Карл Линдквист (англ. Victor Carl Lindquist; 22 марта 1908 — 30 ноября 1983) — канадский хоккеист и хоккейный тренер шведского происхождения, хоккейный судья. Член Зала славы ИИХФ с 1997 года. Чемпион зимних Олимпийских игр 1932 года, чемпион мира 1932 и 1935 годов в составе сборной Канады.

## Биография
Линдквист начинал свою карьеру нападающим в команде «Кенора Тистлс» из Онтарио, выступая с 1923 по 1928 годы. Работал официально в Канадской тихоокеанской железнодорожной компании с 1928 года в Виннипеге. В составе клуба «Виннипег Виннипегс» играл с 1930 по 1933 годы, выиграв с ним Кубок Аллана. В составе сборной Канады сыграл на Олимпиаде 1932 года в Лейк-Плэсиде пять матчей, забросив три шайбы (в том числе одну в овертайме, которая принесла победу над США в матче открытия) и завоева титул олимпийского чемпиона. Вместе с Ромео Риверсом в 1934 году он играл в команде «Виннипег Монархс», которая в 1935 году была преобразована в сборную Канады и участвовала в чемпионате мира в Швейцарии, одержав там победу. В 1936 году он возглавил сборную Швеции на Олимпийских играх, которая заняла 5-е место.
Карьеру Линдквист завершил по окончании сезона 1939/1940. После завершения карьеры игрока стал хоккейным судьёй, проработав на этом посту 30 лет: он судил матчи зимней Олимпиады 1960 года, чемпионатов мира 1962 и 1963 годов, а также финалы Кубка Аллана. Параллельно он увлекался гольфом (с 1951 года) и кёрлингом (с 1972 года). Скоропостижно скончался в 1983 году после сердечного приступа.
Посмертно включён в Зал славы Северо-Западного Онтарио в 1994 году, в Зал славы ИИХФ в 1997 году (как игрок), а также в Спортивный и Хоккейный залы славы Манитобы в 2004 году.